# 赵薇 (篮球运动员)
赵薇（1963年3月6日—），生于吉林省，中国女子篮球运动员，曾随中国国家队参加1988年夏季奥林匹克运动会女子篮球比赛，最终获得第六名。